# 6e régiment d'infanterie légère
Le 6e régiment d'infanterie légère (6e léger) est un régiment d'infanterie légère de l'armée française créé sous la Révolution à partir du bataillon de chasseurs Bretons, un régiment français d'Ancien Régime lui-même issu des compagnies d'infanterie du régiment de Chasseurs à cheval des Alpes.

En 1854, il est transformé et prend le nom de 81e régiment d'infanterie.

## Création et différentes dénominations
- 26 avril 1788 : Formation des Chasseurs Bretons
- 1791 : renommé 6e bataillon de chasseurs.
- 25 juin 1795 : devient la 6e demi-brigade légère de première formation
- 29 février 1796 : transformé en 6e demi-brigade légère de deuxième formation
- 1803 : renommée 6e régiment d'infanterie légère.
- 16 juillet 1815 : comme l'ensemble de l'armée napoléonienne, il est licencié à la Seconde Restauration.
- 11 août 1815 : création de la légion de la Creuse.
- 1820 : renommée 6e régiment d'infanterie légère.
- En 1854, l'infanterie légère est transformée, et ses régiments sont convertis en unités d'infanterie de ligne, prenant les numéros de 76 à 100. Le 6e régiment d'infanterie légère prend le nom de 81e régiment d'infanterie de ligne.

## Colonels et chefs de corps
- 1er mai 1788 : lieutenant-colonel Jean Baptiste Marie Joseph Florimond de Cappy
- 1791 : lieutenant-colonel d'Aymont de Contre-Église
- 6 novembre 1791 : lieutenant-colonel Thomas O'Méara
- 23 mars 1792 : Joseph Gillot
- 1792 : chef de bataillon de La Marle
- 1795 : chef de brigade Chatagnier
- 1795 : chef de brigade Dubot
- 1796 : chef de brigade Guerret
- 1799 : chef de brigade Pierre Macon (*)
- 1803 : colonel de Laplane
- 1817 : colonel Amy, tué à la bataille de Bussaco[1].
- 1810 : colonel Molard, tué à la bataille des Arapiles[2].
- 1813 : colonel Zoepffel
- 1815 : colonel Villars
- 1815 : colonel Ferru
- 1816 : colonel Lamotte
- 1820 : colonel  Hurel
- 1823 : colonel Joseph Nicolas Ritter.
- 1829 : colonel Sillègue
- 1838 : colonel Thiery
- 1843 : colonel Renault
- 1846 : colonel Christophe O'Keeffe (° 1794-† 1852)
- 1852 : colonel Sutton de Clonard
- Il devient le 81e régiment d'infanterie

## Historique des garnisons, combats et batailles

### Chasseurs bretons

#### Guerres de la Révolution et de l'Empire
Les chasseurs bretons sont constitués à Lorient, le 1er mai 1788, avec les compagnies d'infanterie attachées au régiment de chasseurs des Alpes. 
Aussitôt après sa formation, le bataillon passe à Belle-Île-en-Mer, d'où il se rend la même année à Rochefort.
En 1789, il occupe l'île d'Oléron.
En novembre 1790, une compagnie est détachée à Saint-Jean-d'Angely, où des troubles assez graves avaient éclaté. Le bataillon se trouve bientôt tout entier dans cette ville où il passe l'année 1791. La même année lors de la réorganisation des corps d'infanterie français les « chasseurs bretons » deviennent le 6e bataillon de chasseurs à pied.

### 6ebataillon de chasseurs à pied

#### Guerres de la Révolution et de l'Empire
Au commencement de 1792, il est dirigé sur Strasbourg, et quand la guerre éclate, le bataillon marche à l'avant-garde de l'armée du Rhin. 
Le « 6e bataillon de chasseurs à pied » se distingue particulièrement, le 22 juillet 1793, à l'attaque des retranchements des Prussiens sur les hauteurs de la Chapelle Sainte-Anne. Il emporte plusieurs postes à la baïonnette malgré le feu des redoutes ennemies. Le général Beauharnais ne trouva qu'un reproche à leur adresser : C'était d'avoir montré trop d'ardeur. 
Le 25 juin 1795, le « 6e bataillon de chasseurs à pied » est amalgamé à Belfort avec les :
- 8e bataillon de volontaires du Calvados
- 4e bataillon de volontaires de Saône-et-Loire

pour former la 6e demi-brigade légère de première formation.

### 6edemi-brigade légère de première formation

#### Guerres de la Révolution et de l'Empire
La 6e demi-brigade légère de première formation fait la campagne de l'an III à l'armée des Alpes et celle de l'an IV à l'armée d'Italie

### 6edemi-brigade légère de deuxième formation

#### Guerres de la Révolution et de l'Empire
La 6e demi-brigade légère de deuxième formation est formée le 1er ventôse an IV (20 février 1796) avec les :
- 19e demi-brigade légère de première formation (19e bataillon de chasseurs, 8e bataillon de volontaires des Vosges et 7e bataillon de volontaires de la Manche)
- Bataillon de chasseurs de Saône-et-Loire
- 2e bataillon de chasseurs réunis
- Bataillon de chasseurs républicains des Quatre-Nations également appelé bataillon de chasseurs de Paris
- Bataillon de chasseurs de la Charente
- 6e bataillon de volontaires de Paris pour la Vendée également appelé bataillon du Luxembourg
- 9e bataillon de volontaires de Paris également appelé 9e bataillon Saint-Laurent ou 9e bataillon Saint-Martin
- 11e bataillon de volontaires de Paris également appelé 11e bataillon de volontaires de la République
- 2e bataillon de volontaires du Morbihan
- 5e bataillon de la formation d'Orléans
- Compagnie de chasseurs d'Évreux également appelé chasseurs volontaires du district d'Evreux
- Compagnie franche de grenadiers des Côtes-du-Nord

### 6erégiment d'infanterie légère

#### Guerres de la Révolution et de l'Empire
Le 1er vendémiaire an XII (24 septembre 1803) le 6e régiment d'infanterie légère est formé avec la « 6e demi-brigade légère de deuxième formation ».
- octobre 1803-août 1805 : entraînement au camp d’Étaples, en préparation de l’invasion de la Grande-Bretagne[4].

- 14 février 1814 : Bataille de Vauchamps (6e léger)

Le 12 mai 1814, pendant la Première Restauration, le régiment prend la dénomination de régiment léger de Berri.
Le 20 avril 1815, pendant les Cent-Jours, il reprend le nom de 6e régiment d'infanterie légère.
Le 16 juillet 1815, après la Seconde abdication de Napoléon Ier, comme l'ensemble de l'armée napoléonienne, il est licencié à la Seconde Restauration.

#### 1815 à 1848
Par ordonnance du 11 août 1815, Louis XVIII crée les légions départementales. La 21e Légion de la Creuse, qui deviendra le 6e régiment d'infanterie légère en 1820. En 1820 une ordonnance royale de Louis XVIII réorganise les corps de l'armée française en transformant les légions départementales en régiments d'infanterie. Ainsi, le 6e régiment d'infanterie légère est formé avec les 3 bataillons de la légion de la Creuse.
Le 6e régiment d'infanterie légère fait la campagne de 1823 à l'armée d'Espagne ou il se distingue le 24 mai au combat de Mataro et l'affaire sous Barcelone, le 30 juillet 1825.
Une ordonnance du 6 septembre 1830 créé le 3e bataillon du 6e léger
Le régiment participe aux campagnes de 1841 à 1847 à l'armée d'Afrique et s'illustre lors de l'expédition de Tagdempt du 18 mai au 3 juin 1841, de l'expédition de Mascara du 27 novembre 1841 au 29 janvier 1842, durant l'expédition dans l'Ouarensenis d'avril à juillet 1843 et à la défense du camp de l'Oued-el-Hamman le 21 juillet 1843. En 1844 il s'illustre à la bataille d'Isly, le 11 août 1844, durant l'expédition contre le Maroc, puis les 13 et 15 octobre 1845 contre les Traras. 
- Attaque du camp de l'Oued el Hammam par Abd-el-Kader : Le 24 juillet 1843, Abd-el-Kader, avec 600 cavaliers et 200 hommes d'infanterie, tombe sur un détachement de 250 hommes de diverses armes (6e léger, 1er bataillon d'Afrique et sapeurs conducteurs), campés sur l'Oued-el-Hamman, derrière une enceinte en pierres sèches. L'attaque commence dès l'aube du jour. Les assaillants arrivent plusieurs fois jusqu'à toucher la frêle muraille; mais toujours ils sont repoussés en laissant plusieurs des leurs au pied du retranchement. Après vingt minutes de combat, le chef de bataillon Leblond, du 6e léger, qui a communiqué à tout le monde sa résolution, tombe percé d'une balle. Alors, MM. Faure, lieutenant de sapeurs conducteurs, Dubos, lieutenant au 6e léger, et Boeteau, sous-lieutenant au 1er bataillon d'Afrique, deviennent l'âme de la défense. Ils parcourent sans cesse les rangs pour animer leurs jeunes soldats presque tous arrivés récemment de France. Après une heure de combat, l'ennemi se retire avec des pertes beaucoup plus considérables que celle des troupes françaises, qui ne sont que de deux hommes tués et dix blessés[6].

En 1848 et 1849, il est affecté à l'armée des Alpes.

#### Second Empire
En 1855, l'infanterie légère est transformée, et ses régiments sont convertis en unités d'infanterie de ligne, prenant les numéros de 76 à 100. Le 6e prend le nom de 81e régiment d’infanterie de ligne.

## Personnalités
- François Guillaume Lamoureux de La Genetière (1777-1856) alors sous lieutenant

## Sources et bibliographie
- Histoire de l'armée et de tous les régiments volume 4 par Adrien Pascal
- Nos 144 Régiments de Ligne par  Émile Ferdinand Mugnot de Lyden
- Les liens externes cités ci-dessous